# اطلسی‌ها (فیلم)
«اطلسی‌ها» (انگلیسی: Petunia (film)) فیلمی در ژانر کمدی-درام است که در سال ۲۰۱۲ منتشر شد.